# Bugatti Type 52
Pour les articles homonymes, voir Bugatti (homonymie).
La Bugatti  Baby est une voiture électrique de sport pour enfant du constructeur automobile Bugatti, construite entre 1926 et 1936 à environ 500 exemplaires,.

## Historique
En 1926 Ettore Bugatti (et son fils Jean Bugatti âgé de 17 ans) conçoit ce modèle réduit de sa voiture de compétition automobile / Grand Prix automobile Bugatti Type 35 (Championne du Monde de Grand Prix 1926, qui domine la compétition automobile de nombreuses années...). Il l'offre à son second fils Roland Bugatti (1922-1977) pour l'anniversaire de ses 4 ans. 

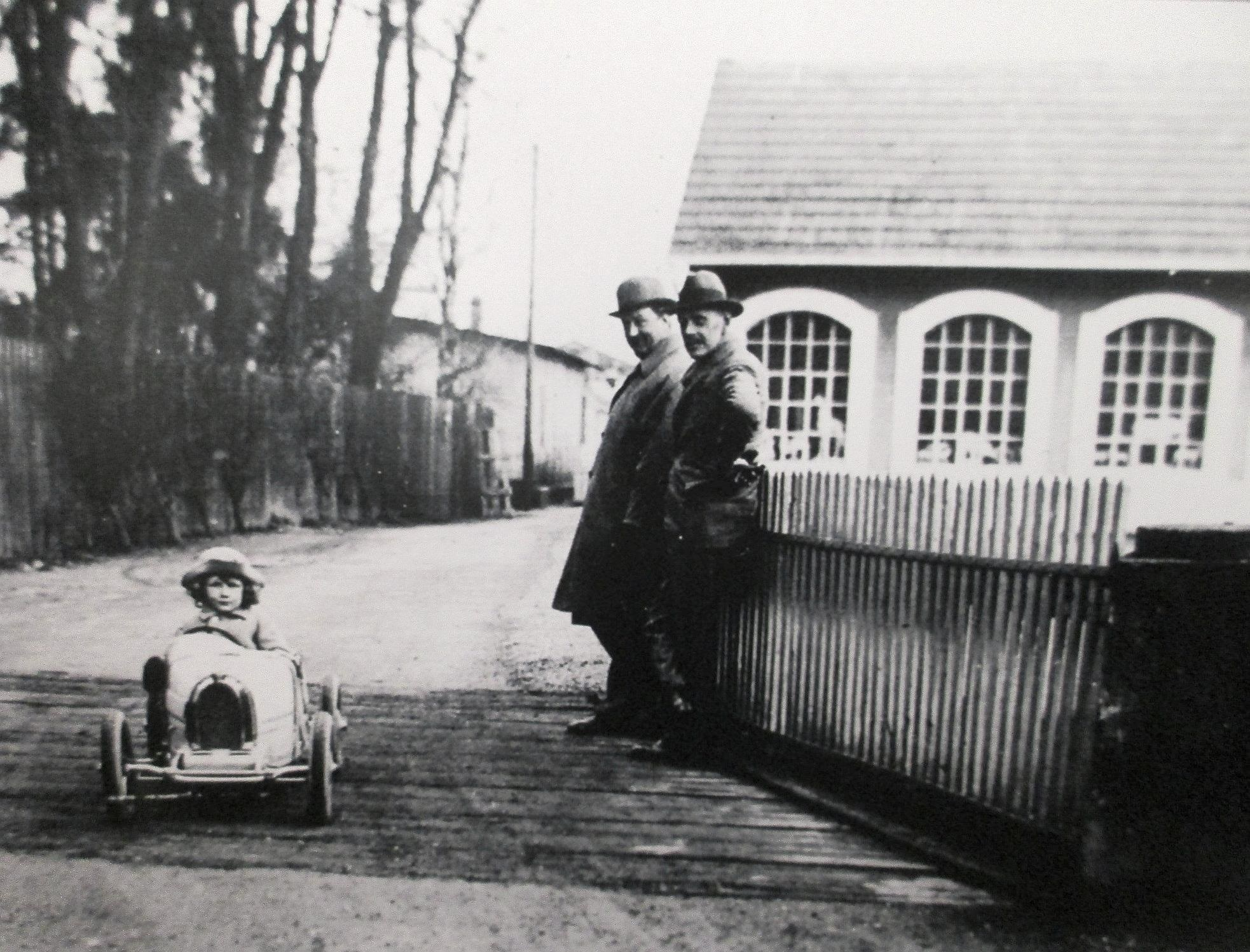
Roland Bugatti enfant, et son père Ettore Bugatti, dans la cour de l'Usine Bugatti de Molsheim
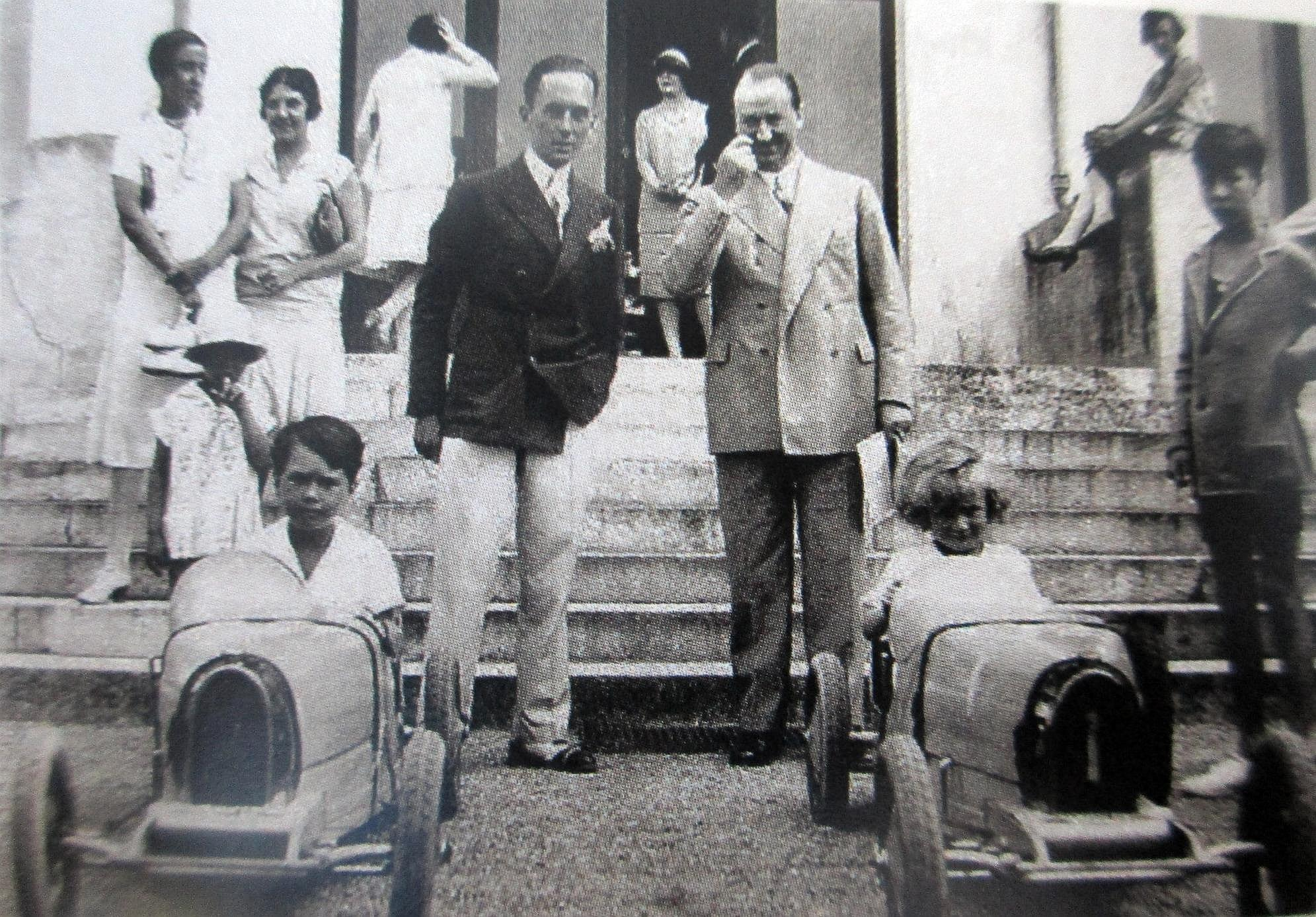
Deux Bugatti Type 52, avec Ettore Bugatti, Roland Bugatti, et Jean Bugatti
Prototype électrique, piloté par Ettore Bugatti et le roi Léopold III de Belgique dans la cour de l'Usine Bugatti de Molsheim

Devant le grand enthousiasme de ses clients Bugatti qui voient l'enfant rouler avec dans la cour de l'usine Bugatti de Molsheim, Ettore la présente avec beaucoup de succès en 1926 aux Mondial de l'automobile de Paris et Salon automobile de Milan, puis l'ajoute avec succès à son catalogue commercial officiel Bugatti entre 1927 et 1936. Elles sont réservées, comme le reste de la production Bugatti, à une clientèle richissime élitiste de têtes couronnées et de stars de l'époque... de par leurs prix très élevés de 5000 francs / 250 dollars de l'époque. De nombreuses courses automobile de Bugatti Type Baby pour enfant étaient organisées à l'époque dans les stations balnéaires de Deauville, La Baule, et Monte-Carlo... 

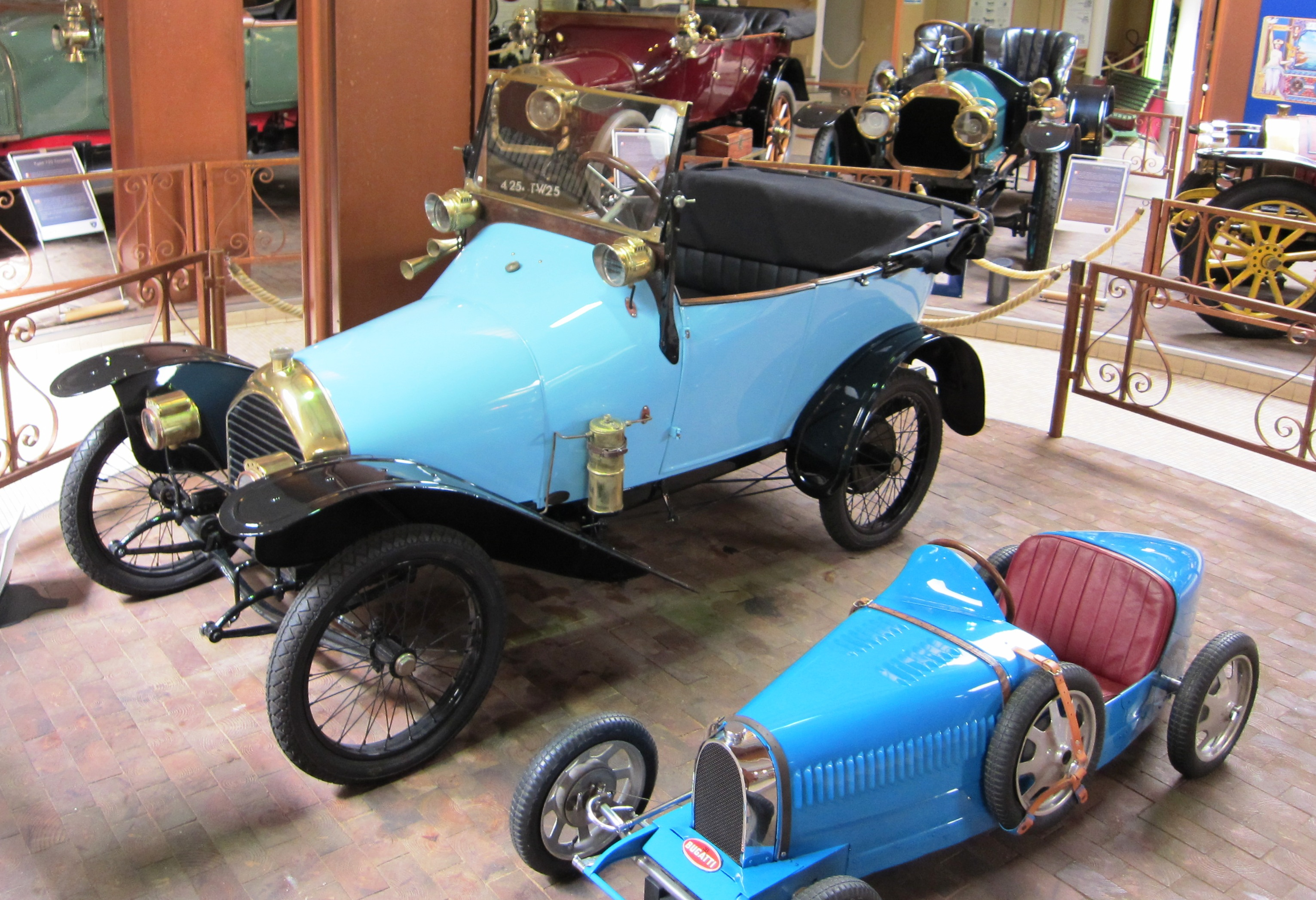
Avec une Peugeot Bébé au Musée de l'Aventure Peugeot de Sochaux
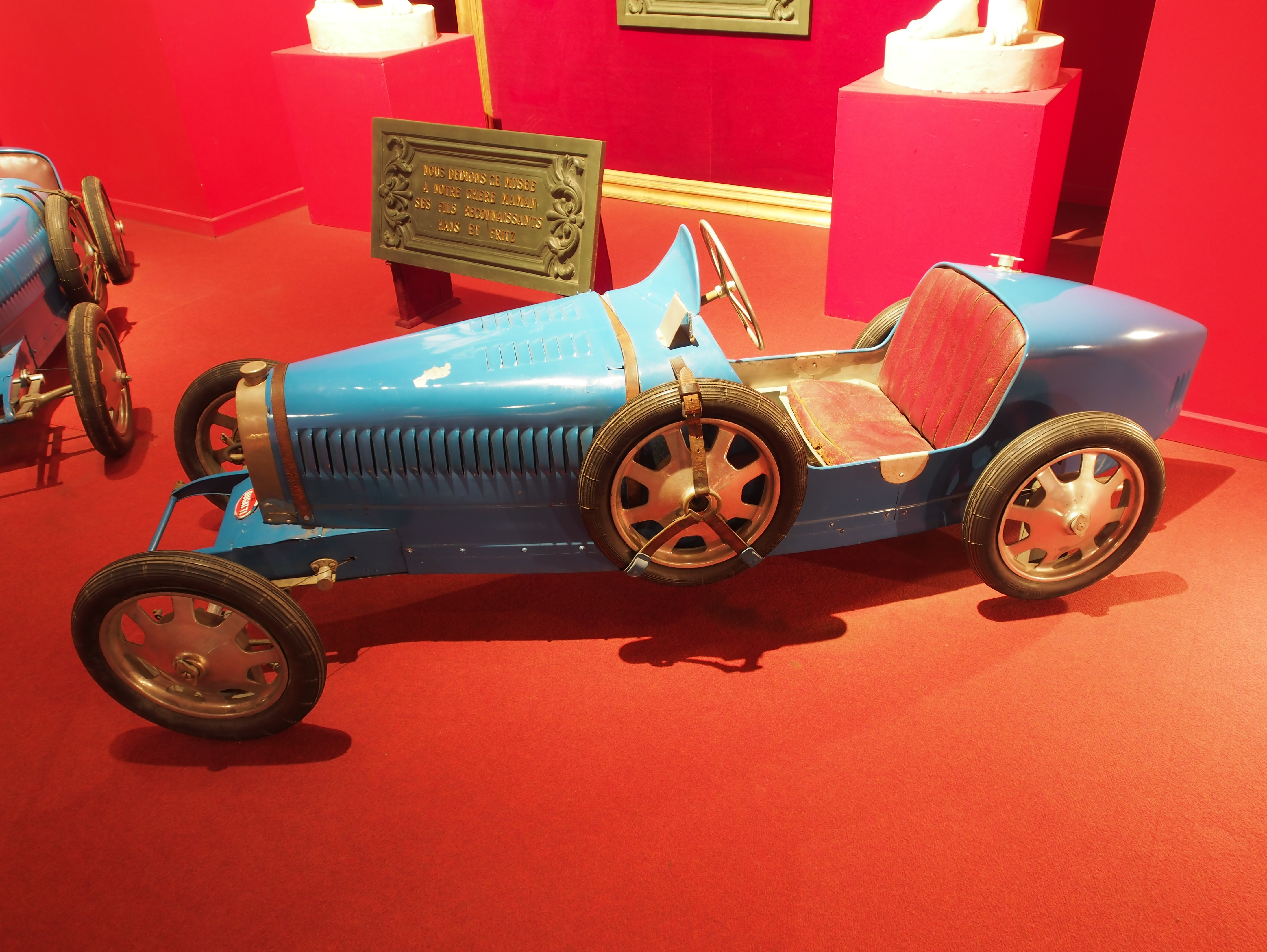
Collection Schlumpf de la Cité de l'automobile de Mulhouse
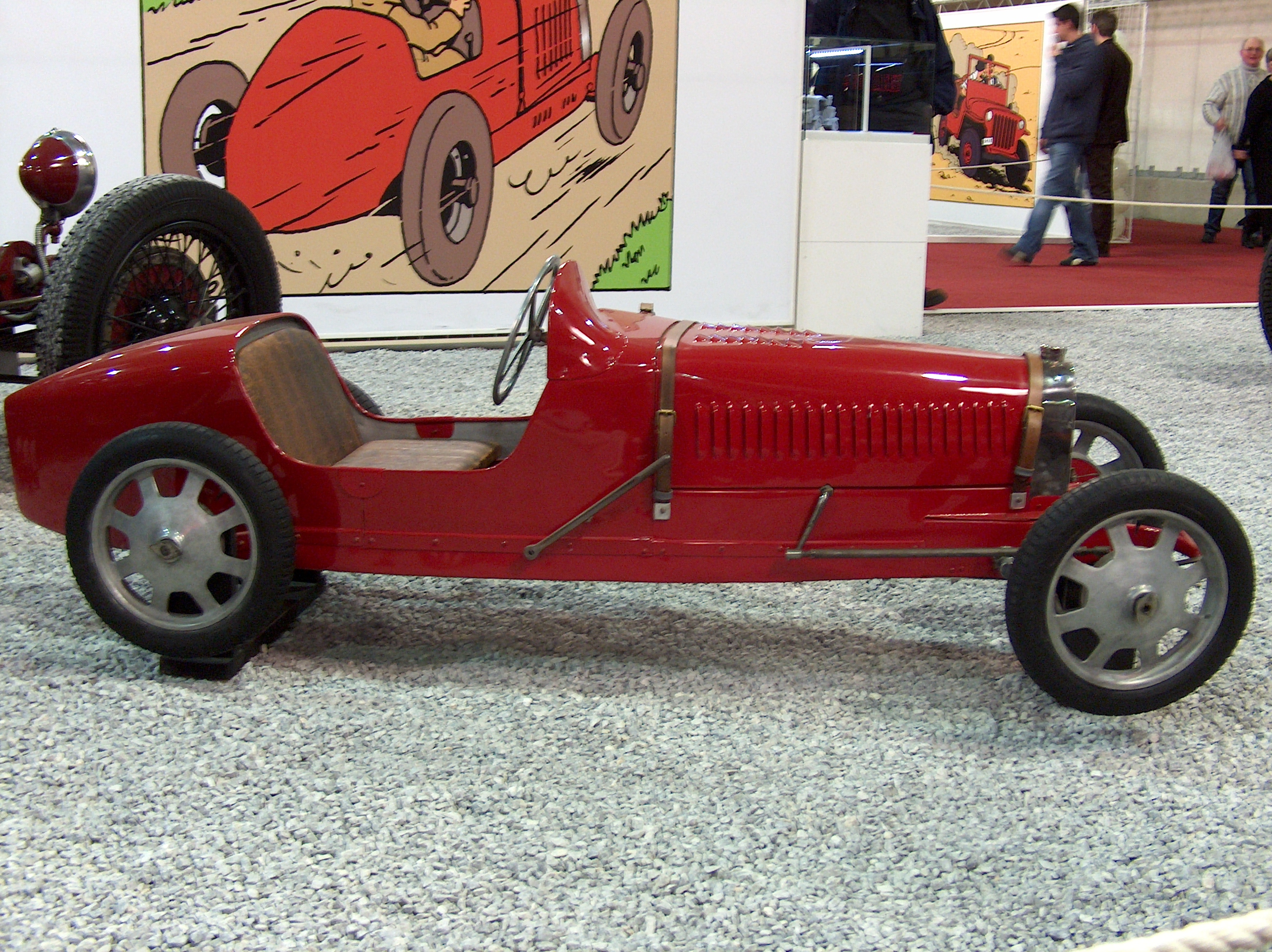
Salon de l'automobile de Bruxelles
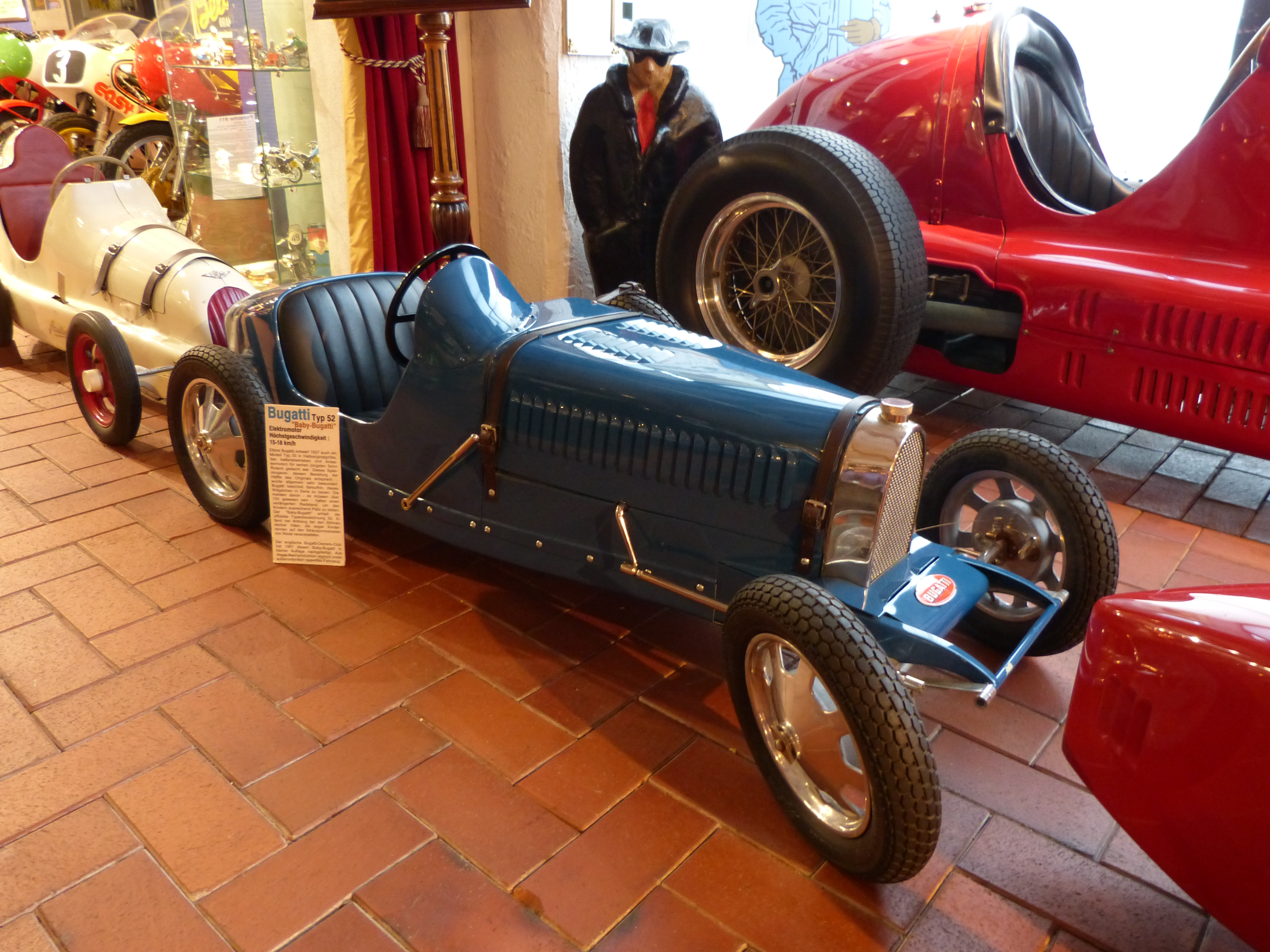
Musée de Tübingen en Allemagne

Elle est motorisée par un moteur électrique Paris-Rhône de 3,5 ch / batterie de 12 volts, sur l'essieu arrière droit, avec entrainement par engrenage avant et arrière, pour une vitesse de pointe de 20 km/h (avec une option moteur à essence). L'accélérateur est associé à un rhéostat, et un inverseur de polarité permet la marche arrière.  
À ce jour, la Bugatti Type 52 est une automobile de collection recherchée et prisée, dont il resterait une centaine d'exemplaires. En 2008 un modèle est adjugé 110 000 dollars aux enchères, par Gooding & Company au Pebble Beach Concours d'Elegance de Pebble Beach en Californie. De nombreuses répliques et variantes existent, dont les Bugatti Type 55 Junior du constructeur automobile De La Chapelle...

## Culture populaire
- 1950 : Tintin au pays de l'or noir, bande dessinée de l'Hergé, en représente une offerte par l'émir Ben Kalish Ezab, à son fils le prince Abdallah[3]